# Francesco de Layolle
Francesco de Layolle o dell'Aiolle, dell'Aiolli, dell'Ajolle, dell'Aiuola (Florència, 4 de març de 1492 - Lió, Regne de França, 1540) fou un compositor i organista. Hi ha la dita que el músic italià Alemán Layolle, autor de l'obra titulada Chansons et Vaudevilles á quatre voix (Lió, 1561) era fill seu. Mestre de composició i cant de Benvenuto Cellini i les seves faccions ens han estat transmeses per Andrea del Sarto que les reproduí en el seu fresc de l'Adoració dels Reis Mags de l'Annunciata de Florència. Deixà nombroses composicions, entre les quals hi ha: 
- Moteti del Fiore cum quator vocibus (Lió, 1538);
- Tertius liber mottetorum ad quinque et sex voces (Lió, 1538);
- Liber decem missarum (Lió, 1540);
- Selectissimarum mottetarum (Nuremberg, 1540);
- Tomus tertius psalmorum selectorum (Nuremberg, 1542);
- Le Parangon des Chansons (Lió, 1543);
- Bicinia gallica (Wittenberg, 1545).

A més hi ha composicions seves en les col·leccions Madrigali a quattro voci del Arcadelt con alcuni madrigali da altri autori (Venècia, 1542), i en la d'Enrique Valderrábano. Silva de Sirenas (Valladolid, 1547).